# Lei das proporções múltiplas
A lei das proporções múltiplas é uma das leis fundamentais da estequiometria, descoberta em 1803 pelo químico inglês John Dalton. A lei baseia-se na lei das proporções definidas, e diz que quando elementos químicos se combinam, fazem-no numa razão de pequenos números inteiros. Por exemplo, o carbono e o oxigénio reagem para formar monóxido de carbono (CO) ou dióxido de carbono (CO2), mas não CO1.3. A lei das proporções múltiplas diz ainda que se dois elementos químicos formam mais de um composto químico entre eles, as razões das massas do segundo elemento para uma massa fixa do primeiro elemento também são pequenos números inteiros.